# Grand prix du meilleur scénariste
Pour les articles homonymes, voir Grand prix.
Le grand prix du meilleur scénariste (GPMS) est un prix cinématographique annuel organisé par Sopadin avec le soutien du ministère de la Culture et de la Communication, du Centre national de la cinématographie, d’Arte et de France Culture. Créé en 1986, le prix met en compétition des auteurs n’ayant pas eu plus de trois scénarios portés à l’écran.
Il se complète à partir de 1998 du Prix Junior du meilleur scénario (PJMS), ouvert aux scénaristes de moins de 28 ans, récompensant des scénarios de longs-métrages au stade de l’écriture.
À partir de 2002 s’ajoutent à ces deux prix des prix Arlequin (du nom de la salle de cinéma parisienne où se tient la cérémonie de remise de prix), devenus en 2007 dans le cadre du grand prix France Culture (le Prix France Culture littéraire historique ayant été renommé prix France Culture-Télérama). Ils sont remis en partenariat avec la station de Radio France France Culture.

## Grand prix du meilleur scénariste
Chaque année, les organisateurs reçoivent entre 300 et 400 scénarios. Après lecture, 6 à 10 scénarios sont présélectionnés et présentés comme finalistes à un jury de professionnels qui, après délibération, désignent un lauréat. 
Parmi les réalisateurs finalistes ayant concouru lors des différents éditions du GPMS figurent : Alexandre Aja, Alfredo Arias, Bertrand Bonello, Claire Denis, François Dupeyron, Philippe Faucon, Anne Fontaine, Romain Goupil, Laetitia Masson, Maria de Medeiros, Christophe de Ponfilly, Sandrine Veysset. 

### Lauréats
- 1986 : Jean-Claude Brisseau pour De bruit et de fureur
- 1990 : Agnès Merlet pour Le Fils du requin
- 1997 : Charles et Sylvie Matton  pour Rembrandt
- 1998 : Nadir Moknèche pour Le Harem de Mme Osmane
- 1999 : Alain Bismut pour Le Turc
- 2000 : Laurent Cantet pour  L'Emploi du temps
- 2001 : Julie Bertuccelli pour Depuis qu'Otar est parti...
- 2002 : Lorraine Lévy pour La Première Fois que j'ai eu 20 ans
- 2003 : Radu Mihaileanu  pour Va, vis et deviens
- 2004 : Jacques Maillot pour Les Liens du Sang
- 2005 : Abbas Fahdel  pour L'Aube du monde
- 2006 : Martin Provost pour Séraphine
- 2007 : Alain Monne pour Percussions / L'Homme de chevet
- 2008 : Michel Leclerc et Baya Kasmi pour Le Nom des gens
- 2009 : Nathalie Boutefeu pour Des bonnes
- 2010 : David Oelhoffen pour Loin des hommes
- 2011 : Pascal Deux et Marion Doussot pour Odyssea
- 2012 : Pablo Agüero pour Eva ne dort pas
- 2013 : Julia Kowalski pour Les Désemparés
- 2014 : Claire Barré pour Une épouse idéale
- 2015 : Christine Paillard et Chad Chenouga pour La Niaque
- 2016 : Clément Koch pour Dragon Boat
- 2017 : Manele Labidi pour Arab Blues[1]

### Prix Arlequin
- 2002 : Marc Recha pour Les Mains vides
- 2003 : Jocelyne Saab pour Dunia
- 2004 : Jacques Maillot, pour Les Liens du sang
- 2005 : Faouzi Bensaïdi pour WWW. What A Wonderful World
- 2006 : Sylvie Verheyde pour Stella
- 2007 :
- 2008 :
- 2009 :
- 2010 :
- 2011 :
- 2012 :
- 2013 :
- 2014 : Léa Mysius pour Ava (également prix Arlequin)
- 2015 : Iris Kaltenbäck pour Stillshot ou la mort volée

### Prix France Culture
- 2007 : Reza Serkanian pour Noces éphémères

## Prix Junior du meilleur scénario
Le prix Junior du meilleur scénario (PJMS) est ouvert aux scénaristes de moins de 28 ans et récompense des scénarios de longs-métrages au stade de l’écriture.

### Lauréats
- 1998 : Alexandre Aja et Grégory Levasseur pour Furia
- 1999 : Raja Amari pour Satin rouge
- 2000 : Angelo Cianci pour Les Zones d'Ombre
- 2001 :
  - Lætitia Colombani pour À la folie... pas du tout
  - Jérôme Bonnell pour Le Chignon d'Olga
- 2003
- 2005 : Bernard Bellefroid pour La Régate
- 2006 : Céline Sciamma pour Naissance des pieuvres
- 2007 : Léa Fehner pour Qu'un seul tienne et les autres suivront (également prix Arlequin)
- 2008 : Stéphane Cazes pour Le Sens de nos peines
- 2009 : Adrien Fourneau pour L'Usine à merveilles (également prix Arlequin)
- 2010 : Eugène Izraylit pour À quatre mains
- 2011 :
- 2012 :
- 2013 :
- 2014 : Léa Mysius pour Ava
- 2015 : Chloé Chevalier, Clément Schneider et Joseph Minster pour Entre les bêtes

- 2006 : Audrey Estrougo pour Regarde-moi
- 2007 : Léa Fehner pour Qu'un seul tienne et les autres suivront (également lauréat)
- 2009 : Adrien Fourneau pour L'Usine à merveilles (également lauréat)
- 2010 :
- 2011 :
- 2012 :
- 2013 :
- 2014 :
- 2015 : Iris Kaltenbäck pour Stillshot ou la mort volée